# Mansfeld
Mansfeld (nu egentlig Mansfeld-Lutherstadt) er en lille by i Sachsen-Anhalt i Tyskland, med ca 9.000 indbyggere i 2005. Den ligger øst for Harzen, et lille fjeldområde centralt i Nordtyskland.
Byen dukker op i historisk kildemateriale fra 973. Siden 1996 har den haft ordet «Lutherstadt» som tilføjelse til navnet. Martin Luther boede her i dele af sin barndom; hans far Hans Luder (fra Lothar) drev kobberminer her.